# حصن الفهيدي

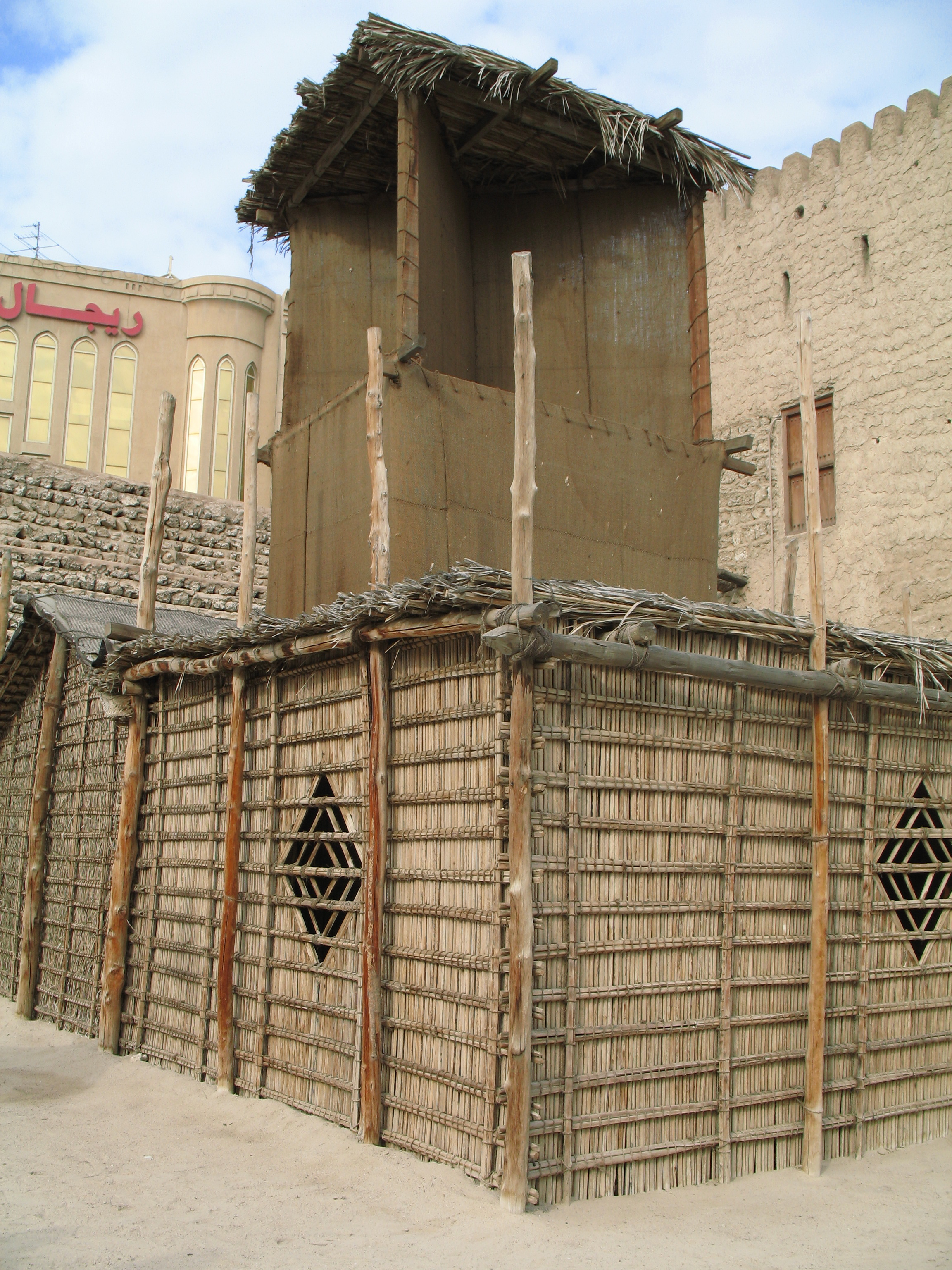
بيت قديم من سعف النخل ضمن معروضات المتحف

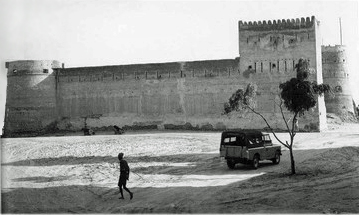
حصن الفهيدي في أواخر الخمسينات

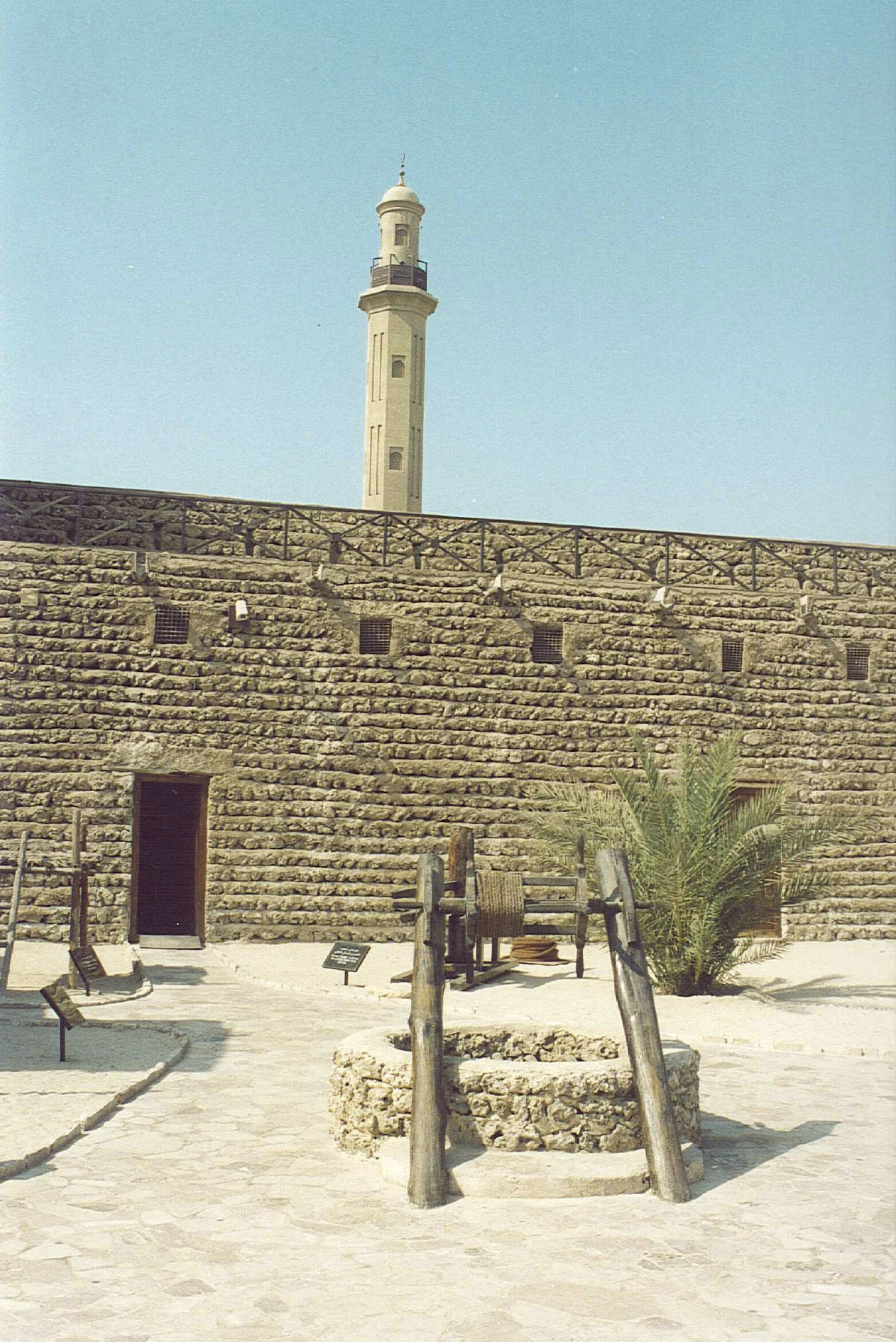
ساحة الحصن الداخلية

حصن الفهيدي أنشئ عام 1799 لحماية المدينة، وقد رُمّم عام 1970 وأعيد بناؤه من المواد الإنشائية الأصلية. افتتحه رسميا بعد إعادة ترميمه الشيخ راشد بن سعيد آل مكتوم في 12 مايو 1971م كمتحف لدبي يحفظ تاريخها وتراثها وهو الآن متحف متكامل للحياة التراثية في دبي. ويقع في بر دبي بالقرب من ديوان الحاكم. ومن معروضاته الأثرية النحاسيات والخزفيات والفخاريات التي وجدت داخل قبور يعود تاريخها من ثلاثة إلى أربعة آلاف سنة.
يعتبر حصن الفهيدي أقدم مبنى قائم بدبي. وقد كان مقر الحاكم حتى عام 1896م إذ قرر الحاكم الانتقال إلى الشندغة. وتعددت استخدامات الحصن بعد ذلك. يقع الحصن في وسط بر دبي ليكون مركزا دفاعيا ونقطة مراقبة تنذر من اقتراب المخاطر. الحصن قلعة مربعة الشكل تقدر مساحتها بحوالي 1,535 م² حجارها بحرية مطلية بالجص ومسقوفة بجذوع النخيل المترابطة مع الخشب، تحيط بها ثلاثة أبراج دفاعية، اثنتان دائريتا الشكل والأخيرة مربعة. استخدم أعلاها كمربض للمدافع.
ونظراً لأهمية الحصن التاريخية فقد تم إدراج صورته على الوجه الأمامي لورقة مائة درهم إماراتي النقدية

## متحف تحت الأرض
افتتح في مارس 1995م قسم جديد تحت الأرض أُلحق بالحصن وعند الزيارة تبدأ من الحصن نفسه حيث تعرض نماذج من الأسلحة وألبسة الحرب القديمة، ثم في ساحة الحصن تعرض نماذج من القوارب الصغيرة المتنوعة الأغراض، وبيت من العريش التقليدي وعلى سقفه البارجيل التقليدي. وعند نزولك للقسم الجديد تحت الأرض، تشاهد عرضا تاريخيا لمدينة دبي ومسيرة تطورها. يلي ذلك مشاهد من الأسواق التقليدية القديمة والمسجد والمسكن، ثم إلى المزارع والواحات مرورا بالبادية لتشاهد نمط حياة بدو الإمارات. ثم تعبر إلى حياة البحر والبحارة والغواصين صيادي اللؤلؤ وصيادي السمك. وصناعة القوارب. هذا كله إلى جانب المعروضات الأثرية المغرقة في القدم.

## إدارته وتنظيمه
تعمل هيئة دبي للثقافة والفنون على إدارة المكان والقيام بتنظيم الزيارات المدرسية والتعليمية والسياحية إلى الموقع، حيث يعتبر حصن الفهيدي ومتحف دبي أحد أهم المواقع التاريخية والتراثية في دبي التابعة للهيئة.

## التقسيم
يضم الحصن عدة أجنحة أهمها:
1. دبي القديمة ويعرض الأسواق والمساجد والمنازل التقليدية القديمة.
2. البر.
3. الواحات التي تمثل التجمعات الزراعية، وكيفية ري المزروعات عن طريق الفلج وتوزيعها على الأراضي الزراعية.
4. البادية ويعرض حياة البادية التقليدية بأشكالها المتنوعة من ناحية المسكن المتمثل بالخيمة البدويةواللباس التقليدي البدوي وطريقة اشعال النار وغيرها من التقاليد العريقة.
5. الفلك والظواهر الطبيعية.
6. قاعة البحر وتعرض طريقة بناء السفن التقليدية وطريقة صيد الأسماك وطريق الغوص لصيد اللؤلؤ بالإضافة للمعدات والأدوات التي كانت تستخدم لعمليات الصيد.
7. الآثار ويعرض مجموعة كبيرة من الآثار التي تم العثور عليها في مناطق أثرية متعددة من دبي مثل حتا والصفوح والقصيص وجميرا وهي بجزء كبير منها مدافن ترجع إلى القرنين الأول والثاني قبل الميلاد، بالإضافة لمجموعة من القطع البرونزية والأدوات الحجرية وغيرها.
8. البيت التقليدي والمسجد
9. الفنون الشعبية ويعرض الآلات الموسيقية القديمة مثل الطبل والدف والناي والربابة والمنيور بالإضافة لأنواع الرقصات التراثية المختلفة التي من بينها رقصة العيالة التقليدية.
10. الأسلحة وتحصينات دبي القديمة ويضم مجموعة من الأسلحة التقليدية القديمة ووكيفية تصنيعها واستخدامها.

كما يحتوي المتحف على مكتبة كبيرة تحتوي على العديد من الكتب القيمة والمراجع التاريخية الهامة.